# Lee Tae-yong
Lee Tae-yong né le 1er juillet 1995 à Seoul, est un chanteur sud-coréen.

## Biographie
Il est membre et leader du groupe sud-coréen NCT sous SM Entertainment, ayant fait ses débuts dans la première sous-unité du groupe, NCT U, en 2016 et devenant le leader de sa deuxième sous-unité, NCT 127, plus tard cette année-là. En 2019, il a fait ses débuts en tant que membre du supergroupe sud-coréen SuperM, un projet commun sous SM Entertainment et Capitol Records. En tant qu'auteur-compositeur, Taeyong a participé à l'écriture de plus de 40 chansons en quatre langues, publiées principalement par les différentes unités de NCT et lui-même en tant que soliste. Il a fait ses débuts officiels en solo en juin 2023 avec son EP Shalala, faisant de lui le premier soliste de NCT.